# John Cromwell
John Cromwell (Toledo, 23 dicembre 1886 – Santa Barbara, 26 dicembre 1979) è stato un regista, attore e impresario teatrale statunitense.
Presidente della Screen Directors Guild dal 1944 al 1946, durante gli anni cinquanta fu inserito nelle liste del senatore Joseph McCarthy per affiliazione politica ad associazioni comuniste (dal 1951 al 1958).

## Biografia
John Cromwell ha partecipato come attore a due film di Robert Altman, Tre donne, nel ruolo di Mr. Rose e in Un matrimonio, nel ruolo del vescovo Martin. Nel film appare in una piccola parte anche Lillian Gish.

### Vita privata
Cromwell si è sposato quattro volte: la prima con un'attrice di teatro, Alice Lindhal che morì di influenza nel 1918; la seconda con l'attrice teatrale Marie Goff da cui divorziò per poi sposare l'attrice Kay Johnson nel 1928. Il matrimonio durò fino al 1946: la coppia adottò due bambini, uno dei quali, James Cromwell divenne anche lui attore. L'ultima moglie fu l'attrice Ruth Nelson, con cui fu sposato dal 1946 al 1979, l'anno della sua morte.

## Filmografia

### Regista
- Close Harmony, co-regia di A. Edward Sutherland (1929)
- The Vice Squad (1931)
- The Silver Cord (1933)
- Ann Vickers (1933)
- Figli di lusso (Sweepings) (1933)
- This Man Is Mine (1934)
- Argento vivo (Spitfire) (1934)
- Schiavo d'amore (Of Human Bondage) (1934)
- The Fountain (1934)
- Jalna (1935)
- Notte di carnevale (I Dream Too Much) (1935)
- La canzone del fiume (Banjo on My Knee) (1936)
- Lord Fauntleroy (Little Lord Fauntleroy) (1936)
- Il prigioniero di Zenda (The Prisoner of Zenda) (1937)
- Ritorna l'amore (Made for Each Other) (1938)
- Un'americana nella Casbah (Algiers) (1938)
- Non puoi impedirmi d'amare (In Name Only) (1939)
- Abramo Lincoln (Abe Lincoln in Illinois) (1940)
- Vittoria (Victory) (1940)
- Così finisce la nostra notte (So Ends Our Night) (1941)
- Il figlio della furia (Son of Fury) (1942)
- Da quando te ne andasti (Since You Went Away) (1944)
- Il villino incantato (The Enchanted Cottage) (1945)
- Anna e il re del Siam (Anna and the King of Siam) (1946)
- Solo chi cade può risorgere (Dead Reckoning) (1947)
- L'amore senza volto (Night Song) (1948)
- Prima colpa (Caged) (1950)
- N.N. vigilata speciale (The Company She Keeps) (1951)
- La gang (The Racket) (1952)
- La divina (The Goddess) (1958)

### Attore
- Tre donne (3 Women), regia di Robert Altman (1977)
- Un matrimonio (A Wedding), regia di Robert Altman (1978)